# Cumberland
Cumberland är ett historiskt grevskap i England. Det utgör sedan 1974 den norra delen av Cumbria, inklusive stora delar av Lake District. Cumberland motsvarar enhetskommunen Cumberland samt en del av det tidigare distriktet Eden. Traditionell huvudort är Carlisle.

## Historia
Grevskapet fick ett landsting 1889 tillsammans med andra engelska grevskap. Carlisle blev en landstingsfri stad (county borough) 1915. 1974 ersattes Cumberlands landsting av Cumbrias landsting. Namnet Cumberland finns kvar i namnet på lokala tidningar och organisationer, samt den traditionella Cumberlandkorven.
Under utredningsarbetet som ledde fram till den brittiska kommunreformen på 1990-talet föreslogs att Cumberland skulle återupprättas som ett ceremoniellt grevskap, det vill säga med en egen lordlöjtnant. Ett landstingsfritt distrikt, North Cumbria, omfattande Cumberland och Appleby-in-Westmorland-området, föreslogs också. Inget av förslagen genomfördes, men 2002 utsågs slåtterblomman till grevskapsblomma för Cumberland. Slåtterblomman har varit en symbol för Cumberland sedan 1951, då den togs med på grevskapsvapnet.